# 大漢 (儂全福)
大漢（だいかん）は、北宋の時代に、チワン族の独立政権を樹立した儂全福が建てた元号。1039年。 

## 西暦との対照表
| 大漢 | 元年   |
| 西暦 | 1039年 |
| 干支 | 己卯   |